# سیارک ۶۰۷۴
سیارک ۶۰۷۴ (به انگلیسی: 6074 Bechtereva، نامگذاری:1968QE) شش هزار و هفتاد و چهارمین سیارک کشف شده‌است که در ۲۴ اوت ۱۹۶۸ کشف شد.
قدر مطلق سیارک برابر ۱۳٫۶۰ است.